# S.O.S. Feuer an Bord
S.O.S. Feuer an Bord (Originaltitel: Only Angels Have Wings) ist ein US-amerikanischer Abenteuerfilm von Howard Hawks aus dem Jahr 1939. Im Auftrag von Columbia Pictures trat Hawks dabei auch als Drehbuchautor und Produzent in Erscheinung. Während Cary Grant und Jean Arthur in dem Film über eine in Südamerika arbeitende Gruppe von Flugzeugpiloten die Hauptrollen spielten, gelang Stummfilm-Star Richard Barthelmess in einer Nebenrolle ein Comeback, und Rita Hayworth schaffte, ebenfalls in einer Nebenrolle, nach vielen Jahren in kleinen B-Filmen ihren Durchbruch in Hollywood.

## Handlung
In einer nebligen Nacht legt das Schiff „San Luis“ im Hafen von Barranca an, einem kleinen Ort irgendwo in Südamerika. An Bord befindet sich das Showgirl Bonnie Lee aus Brooklyn. Die junge Frau ist auf der Überfahrt nach Panama auf der Suche nach einem neuen Job. Als das Schiff länger im Hafen auf seine Weiterfahrt warten muss, entschließt sie sich, von Bord zu gehen. In einem örtlichen Café trifft sie auf die beiden amerikanischen Piloten Les Peters und Joe Souther, die für eine zweitklassige Fluggesellschaft Luftpost über die Anden fliegen. Bonnie willigt ein, ihre Landsleute zu ihrem Stützpunkt auf ein paar Drinks zu begleiten. Dort angekommen, hat Chefpilot Geoff Carter einen dringenden Auftrag für Joe. Trotz des schlechten Wetters soll der junge Flieger die neueste Post sicher nach Peru ausliefern. Aufgrund des dichten Nebels muss Joe jedoch umkehren und stürzt bei einem riskanten Landemanöver ab. Bonnie ist über Joes tragischen Unfalltod zutiefst erschüttert, während die Männer um sie herum, vor allem Geoff, ruhig bleiben und schnell zu ihrer Routinearbeit zurückkehren. Im weiteren Verlauf des Abends erfährt Bonnie, dass nicht nur Geoffs Geschäftssinn und seine strenge Arbeitsmoral als Pilot für seine Emotionslosigkeit verantwortlich sind: Vor einigen Jahren gab es eine Frau in seinem Leben, die ihn der gefährlichen Fliegerei wegen verlassen hat, weshalb er seither jegliche Gefühlsbindung meidet. Bonnie entscheidet sich, etwas länger in Barranca zu bleiben, um Geoff näher kennenzulernen.
Am nächsten Tag trifft mit Bat MacPherson ein neuer Pilot auf dem Flugplatz ein, um Joe zu ersetzen. Geoff erkennt in ihm den Mann wieder, dessen Feigheit einst den Bruder seines besten Freundes Kid das Leben gekostet hat, als er mit einem Fallschirm aus seinem brennenden Flugzeug sprang, aber seinen Mechaniker zurückließ. Geoff stellt MacPherson zwar aus Mangel an fähigen Angestellten ein, doch machen alle anderen Flieger aus Verachtung fortan einen großen Bogen um ihn. Kid fällt es besonders schwer, seine Wut auf den neuen Kollegen im Zaum zu halten. MacPhersons Frau Judy ahnt nichts von der unrühmlichen Vergangenheit ihres Gatten. Als sie Geoff in der Bar des Stützpunkts begegnet, sind beide überrascht sich wiederzusehen, ist sie doch dieselbe Frau, die ihn einst verlassen hat. In der Folgezeit erhält MacPherson die gefährlichsten Aufträge und nimmt sie ohne sich zu beklagen an, in der Hoffnung, er könne dadurch den Respekt der anderen Piloten zurückgewinnen. Bonnie ahnt derweil, dass die attraktive Judy Geoffs alte Flamme ist, und kann sich eines Anflugs von Eifersucht nicht erwehren. 
Als eines Tages eine Fracht mit leicht entzündlichem Nitroglycerin transportiert werden soll, ist es erneut MacPherson, der sich bereit erklärt, die Ladung über die Anden zu fliegen, obwohl sich ein heftiges Unwetter am Horizont ankündigt. Während er bereits in der Luft ist, sucht Judy Geoff in dessen Kommandoraum auf, um zu erfahren, warum ihr Mann von den anderen so schlecht behandelt wird und er die waghalsigsten Flüge zu erledigen hat. Da Judy sich nicht abwimmeln lässt und sich das Wetter zusehends verschlechtert, bricht Geoff MacPhersons Mission ab und beordert ihn über Funk zurück. Am darauffolgenden Abend findet Geoff Judy angetrunken in der Bar vor. Ihr Mann habe sich geweigert, ihr von seiner Vergangenheit zu erzählen, weshalb sie nun die Ehe beenden wolle. Geoff gibt ihr zu verstehen, dass sie MacPherson vertrauen solle und es Dinge gebe, die ein Mann lieber für sich behält. Anschließend findet Geoff zu seiner Überraschung Bonnie in seinem Zimmer vor, die dort ein Bad nehmen will, da ihre eigene Unterkunft weder mit Dusche noch Badewanne ausgestattet ist. Kurz darauf klopft Judy an die Tür, um ihm mitzuteilen, dass er Recht habe und sie ihrem Mann loyal zur Seite stehen sollte. Sie bedankt sich und kehrt zu ihrem Ehemann zurück. Als sich Geoff und Bonnie daraufhin näherkommen, versichert sie ihm, dass sie bereit sei, seinen gefährlichen Beruf ohne Jammern und Klagen zu akzeptieren. In diesem Moment wird Geoff von Kid zu einem Testflug mit einem neuen Flugzeug gerufen. Gemeinsam wollen sie eine wichtige Fracht zu ihrem Zielort bringen, obwohl erneut dicke Nebelschwaden aufziehen. Trotz aufrichtigem Bemühen, sich zusammenzureißen, fürchtet Bonnie um Geoffs Leben und will ihn nicht gehen lassen. Sie greift zu seiner Pistole und will ihn damit zum Bleiben zwingen. Aus Versehen löst sich dabei ein Schuss und trifft Geoff in die Schulter. Nun kann er das Flugzeug nicht mehr steuern, weshalb sich MacPherson bereiterklärt, zusammen mit Kid die Aufgabe zu übernehmen. 

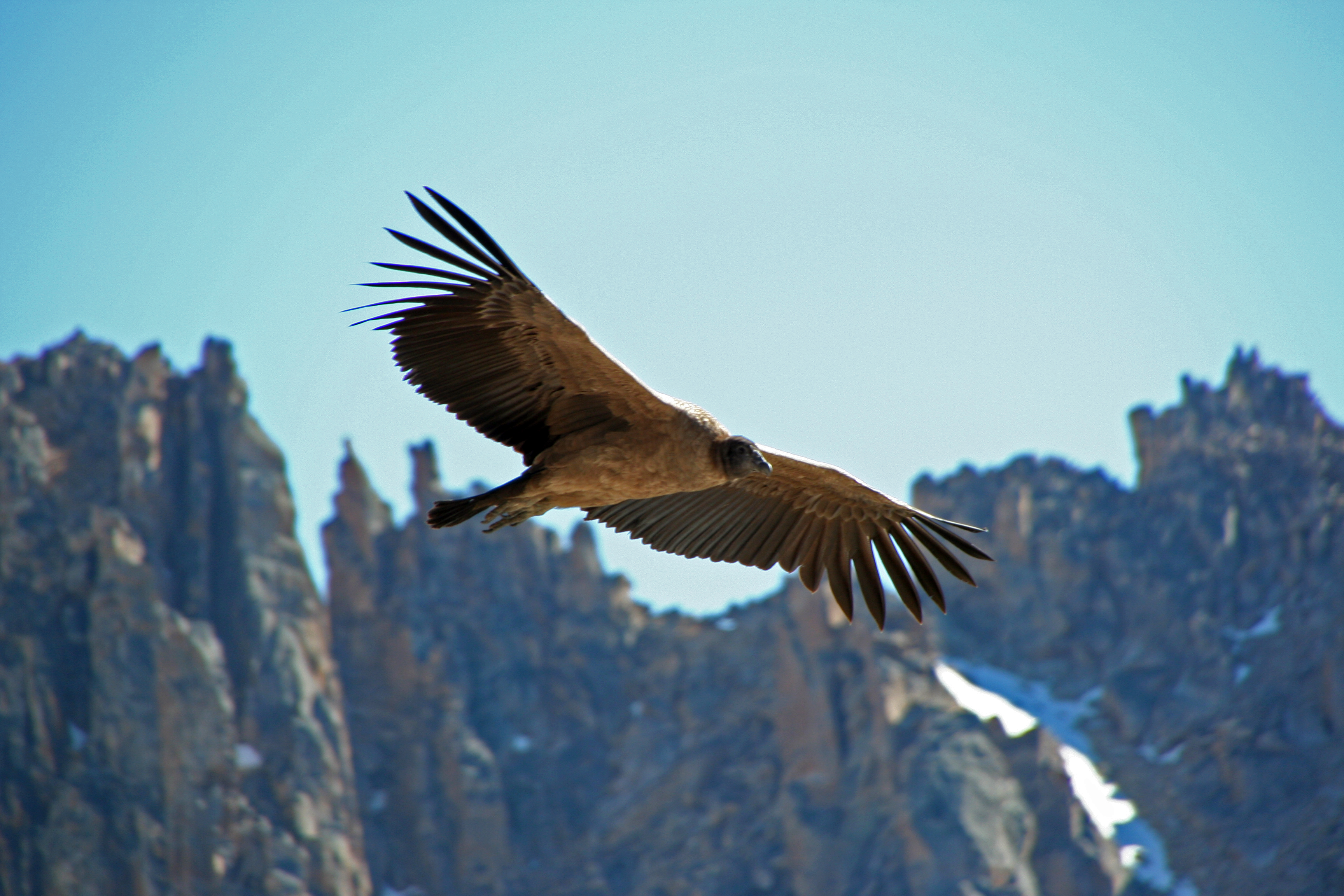
Der Andenkondor

Als MacPherson und Kid in den Anden durch einen Pass fliegen und sich aufgrund der schlechten Sicht fast ausschließlich auf ihre Instrumente verlassen müssen, scheuchen sie unbeabsichtigt eine Gruppe von Vögeln auf. Eines der Tiere, ein großer Andenkondor, stürzt dabei mit voller Wucht in ihre Windschutzscheibe und bricht Kid das Genick. Ein anderer gerät in einen der Motoren, und das Flugzeug fängt Feuer. Verletzt und unfähig sich zu bewegen, verlangt Kid von MacPherson, aus dem Flieger zu springen und damit sein Leben zu retten. Doch dieses Mal will MacPherson seinen Kopiloten nicht im Stich lassen. Es gelingt ihm, die Maschine in Barranca zu landen und Kid aus dem Flugzeug zu ziehen. Doch Kid ist zu schwer verwundet und erliegt schon bald seinen Verletzungen. Bevor er stirbt, verzeiht er MacPherson und verabschiedet sich von Geoff. MacPherson wird von nun an von allen Piloten als gleichrangiger Kollege geachtet. Bonnie hat indes ihre Sachen gepackt, um Barranca zu verlassen. Insgeheim hofft sie jedoch, Geoff würde sie bitten zu bleiben. Er schlägt hingegen vor, eine Münze darüber entscheiden zu lassen. Bei Kopf soll sie bleiben, bei Zahl gehen. Es fällt Kopf und Geoff gibt ihr einen Kuss, bevor er sich wieder seiner Arbeit widmet. Als Bonnie bemerkt, dass die Münze auf beiden Seiten ein Kopf ziert, weiß sie, dass Geoff sie auf seine Art zum Bleiben bewegen wollte.

## Hintergrund

### Vorgeschichte
Regisseur Howard Hawks, selbst ein begeisterter Pilot, hatte 1930 seinen Bruder Kenneth, den damaligen Mann von Mary Astor, bei einem Flugzeugabsturz verloren. Dieses Ereignis und einige weitere Fliegergeschichten verarbeitete Hawks 1938 zu einer Kurzgeschichte unter dem Titel Plane Four from Barranca, die später die Grundlage für das Drehbuch von S.O.S. Feuer an Bord liefern sollte. Er erinnerte sich später: „Ich habe diese Geschichten miteinander verbunden, aber sie basieren allesamt auf wahren Begebenheiten.“ Hawks konnte sich dabei an seinen eigenen Erlebnissen orientieren: „In S.O.S. Feuer an Bord kannte ich jeden der Charaktere aus eigener Erfahrung. Ich wusste genau, wie sie reden.“
Hawks, der bereits in der Vergangenheit mit Start in die Dämmerung (1930) und Today We Live (1933) Filme über Piloten gedreht hatte, kehrte mit S.O.S. Feuer an Bord zurück zu diesem Themenkomplex um eine geschlossene Männergesellschaft, die nach strengen Regeln lebt und Neuankömmlinge nur dann akzeptiert, wenn diese die bestehenden Vorgaben und Rituale anerkennen. 

### Besetzung und Dreharbeiten
Mit der Rolle des hartgesottenen Geoff Carter konnte Cary Grant seine Bandbreite als Schauspieler erweitern, nachdem er während der 1930er Jahre zumeist humorvolle Gentleman-Rollen in einer Reihe von Liebeskomödien gespielt hatte, wie etwa in Hawks’ Leoparden küßt man nicht (1938) an der Seite von Katharine Hepburn. Auch für Jean Arthur war S.O.S. Feuer an Bord eine willkommene Abkehr von den zahlreichen Komödien, mit denen sie ab 1936 zum Topstar von Columbia Pictures aufgestiegen war. Sie nahm die Rolle des Showgirls Bonnie Lee jedoch erst an, nachdem sich ihre Pläne zerschlagen hatten, an der Seite von Gary Cooper in dem Western Union Pacific unter der Regie von Cecil B. DeMille aufzutreten. Joel McCrea und Barbara Stanwyck erhielten stattdessen die Hauptrollen in dieser Produktion. Arthur sollte daraufhin die Rolle der Lorna Moon in Golden Boy (1939) übernehmen, doch auch hier wurde sie von Barbara Stanwyck ersetzt. Beim Dreh von S.O.S. Feuer an Bord hatte Arthur daraufhin Schwierigkeiten mit Hawks’ Hang zur Improvisation von Dialogen zurechtzukommen. Als der Regisseur Bonnie subtil und sexy von ihr gespielt sehen wollte, erwiderte sie nur knapp: „Das kann ich nicht.“, weshalb Hawks nach den Dreharbeiten ihr gegenüber meinte, sie sei „eine der wenigen Personen, mit denen [er] gearbeitet habe, denen [er] überhaupt nicht weiterhelfen konnte“.
Die damals erst 20-jährige Rita Hayworth erhielt mit dem Film ihre erste Rolle in einer Großproduktion von Columbia, nachdem sie mehrere Jahre nur in kleinen Nebenrollen oder als Heldin zahlreicher B-Filme zu sehen gewesen war. Studioboss Harry Cohn überzeugte Howard Hawks persönlich, Hayworth die Rolle der Judy anzuvertrauen. Hawks erkannte zwar früh ihre Unerfahrenheit, was ihre Schauspielkunst anbelangte, doch hielt er sie dennoch geeignet für die Rolle: „Ich habe da eine Theorie, dass die Kamera bestimmte Leute mag und andere nicht. Sie hatte ein Gesicht, bei dem ich wusste, dass ich es mit der Kamera ohne Probleme einfangen konnte. Sie war sehr attraktiv, aber auch sehr nervös.“ Hayworth bestätigte ihre Nervosität später in einem Interview: „Es war ein schwieriger Film für mich. Ich hatte nie zuvor einen großen Spielfilm gedreht und ich war geradezu eingeschüchtert.“ Als es ihr schwer fiel, überzeugend die Betrunkene in einer Szene zu spielen, gab Hawks Hauptdarsteller Cary Grant die Anweisung, er solle während eines weiteren Versuchs eiskaltes Wasser über Hayworths Kopf gießen, ihr die Haare mit einem Handtuch trocknen und dabei den Dialog spontan ändern, um ihr eine natürliche Reaktion abzugewinnen. „Sie arbeitete hart […]. Doch sie konnte keine Betrunkene spielen und ich hätte nichts von ihr verlangt, wozu sie zu der Zeit noch nicht in der Lage war. Sie war noch ein Kind und verängstigt, weil sie hier mit einigen der besten Schauspieler der Branche arbeitete“, so Hawks.
Stummfilm-Star Richard Barthelmess hatte bereits 1930 in Start in die Dämmerung unter der Regie von Howard Hawks einen Piloten gespielt. Mit S.O.S. Feuer an Bord versuchte er ein Comeback, nachdem er 1936 seine Karriere an den Nagel gehängt hatte, obwohl er den Übergang zum Tonfilm vergleichsweise unbeschadet überstanden hatte. Da sein einstiger Erfolg zum größten Teil auf seinem jungenhaften Aussehen beruhte, ließ er sich in Paris die Tränensäcke verkleinern. Doch die Schnitte unter seinen Augen entzündeten sich und es blieben tiefe Narben zurück, die nur mit dickem Make-up abgedeckt werden konnten. Hawks bestand jedoch darauf sie für den Film nicht zu kaschieren, weil er meinte, dass „diese Narben seine Geschichte erzählen und wichtig für [seine] Rolle“ seien. Zudem ließ der Regisseur Holzbretter vom Set entfernen, die ursprünglich dem eher kleinen Schauspieler mehr Körpergröße verleihen sollten, um damit dessen niedrigen Rang unter den Piloten zu veranschaulichen.

### Anmerkungen

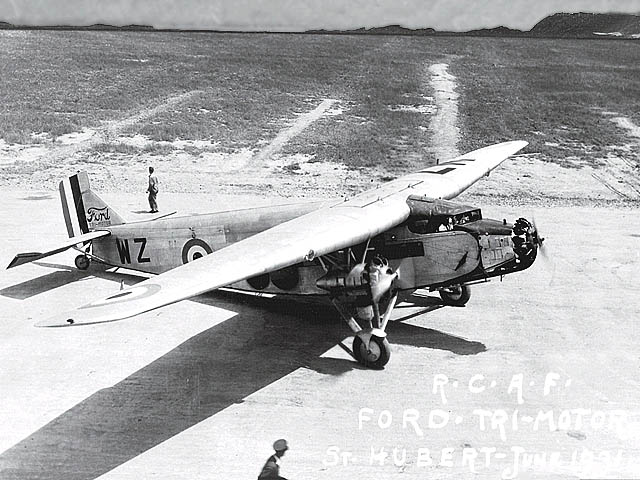
Im Film kamen Flugzeuge und Flugzeugmodelle vom Typ Ford 5-AT zum Einsatz.

## Rezeption

### Veröffentlichung
Am 10. Mai 1939 fand in Hollywood eine Vorpremiere von S.O.S. Feuer an Bord statt – nur zwölf Tage nachdem die Dreharbeiten abgeschlossen waren. Am Tag darauf feierte der Film seine offizielle Weltpremiere in der Radio City Music Hall in New York. Richard Barthelmess’ Rückkehr auf die Leinwand und Rita Hayworths Auftritt wurden dabei besonders bejubelt. Am 29. Mai 1939 wurde eine Hörspielversion des Films vom Lux Radio Theater in den Vereinigten Staaten veröffentlicht, in der Cary Grant, Jean Arthur, Thomas Mitchell und Rita Hayworth ihre Rollen wiederholten. Mit einem Einspielergebnis von mehr als einer Million Dollar war der Film 1939 der dritterfolgreichste Film von Columbia Pictures; nur die Filme Lebenskünstler und Mr. Smith geht nach Washington von Regisseur Frank Capra spielten mehr für das Studio ein. Zudem gehörte S.O.S. Feuer an Bord zu den zwölf US-amerikanischen Filmen, die für die ersten Internationalen Filmfestspiele von Cannes ausgewählt wurden, das am 1. September 1939 beginnen sollte. Doch der Ausbruch und Verlauf des Zweiten Weltkriegs verschob die Eröffnung des Festivals um ganze sieben Jahre.
In Deutschland kam der Film am 25. August 1950 in die Kinos. Am 13. Dezember 1965 wurde er erstmals im deutschen Fernsehen (ZDF) ausgestrahlt.
Im Jahr 2005 erschien er auf DVD.

### Kritiken
Frank S. Nugent von der New York Times bescheinigte Regisseur Howard Hawks, „die Fliegersequenzen brillant inszeniert“ und „die darstellerischen Talente“ der Schauspieler „vorteilhaft [genutzt]“ zu haben. Dennoch mache S.O.S. Feuer an Bord alles in allem „einen allzu vertrauten Gesamteindruck“. Der Film sei „ein ziemlich gutes Melodram, aber auch nicht mehr“. Variety meinte, Hawks habe die Geschichte des Films „auf inspirierende Art und Weise [erzählt]“. Jean Arthur sei „exzellent“ in ihrer Rolle. Des Weiteren seien der Zynismus und die dennoch vorhandene Romantik zwischen Grant und Arthur „auf hohem Niveau“. Der Motion Picture Herald äußerte sich seinerzeit überschwänglich: „Selten, wenn überhaupt, hat die Leinwand solch einen Nervenkitzel in der Fliegerei gezeigt; selten, wenn überhaupt, wurden solche Charaktere in eine Geschichte gepackt, die gleichermaßen Spektakel, Komödie und Gefühl zu bieten hat.“
Zach Campbell vom Slant Magazine nannte den Film rückblickend ein „Meisterwerk“, das „eine fantastische Bandbreite an gegensätzlichen Gefühlslagen und Lebenseinstellungen“ enthalte: „Gleichmut und Kummer, Pragmatismus und Mystik, Stillstand und Veränderung.“ Hal Erickson vom All Movie Guide sprach von einer „Schatzkiste voller prägnanter Dialoge“. Obwohl die Fliegerszenen „durch offensichtliche Miniaturen“ bisweilen künstlich wirkten, seien sie „im Großen und Ganzen dennoch erstklassig“. Für das Lexikon des internationalen Films handelte es sich um einen „[e]ffektvolle[n] Abenteuerfilm mit typischen Howard-Hawks-Ingredienzen, packend durch Action, Atmosphäre und eine Reihe attraktiver Stars“.

### Auszeichnungen
Bei der Oscarverleihung 1940 war die Konkurrenz mit heutigen Filmklassikern wie Vom Winde verweht, Ninotschka und Auf Wiedersehen, Mr. Chips besonders groß. S.O.S. Feuer an Bord erhielt zwei Nominierungen in den Kategorien Beste Kamera und Beste Spezialeffekte. Kameramann Joseph Walker unterlag jedoch Gregg Toland mit Sturmhöhe und auch Roy Davidson und Edwin C. Hahn konnten sich letztlich nicht mit ihren Effekten gegen Nacht über Indien durchsetzen. Im Jahr 2017 wurde S.O.S. Feuer an Bord in das National Film Registry aufgenommen.

## Deutsche Fassung
Die deutsche Synchronfassung entstand 1950 bei der Ala-Film in München unter der Dialogregie von Conrad von Molo.
| Rolle                  | Darsteller          | Synchronsprecher    |
| ---------------------- | ------------------- | ------------------- |
| Geoff Carter           | Cary Grant          | Heinz Engelmann     |
| Bat MacPherson         | Richard Barthelmess | Ernst von Klipstein |
| Judy MacPherson        | Rita Hayworth       | Gisela Breiderhoff  |
| Kid Dabb               | Thomas Mitchell     | Werner Lieven       |
| John „Dutchy“ Vanrider | Sig Ruman           | Herbert Gernot      |
| Reynolds „Sparks“      | Victor Kilian       | Klaus W. Krause     |
| Joe Souther            | Noah Beery Jr.      | John Pauls-Harding  |